# 维特罗勒 (上阿尔卑斯省)
维特罗勒（法語：Vitrolles，法語發音：[vitʁɔl]）是法国上阿尔卑斯省的一个市镇，属于加普区。

## 地理
维特罗勒（44°24'44"N, 5°57'15"E）面积14.62 平方千米，位于法国普罗旺斯-阿尔卑斯-蓝色海岸大区上阿尔卑斯省，该省份为法国东南部内陆省份，北起萨瓦省，西北接伊泽尔省，西南接德龙省，南至上普罗旺斯阿尔卑斯省，东北部与意大利接壤。
与维特罗勒接壤的市镇（或旧市镇、城区）包括：克拉雷、屈尔邦、巴西洛内特、埃斯帕龙、拉尔迪耶和瓦朗萨、莫内捷阿勒蒙、锡戈耶。

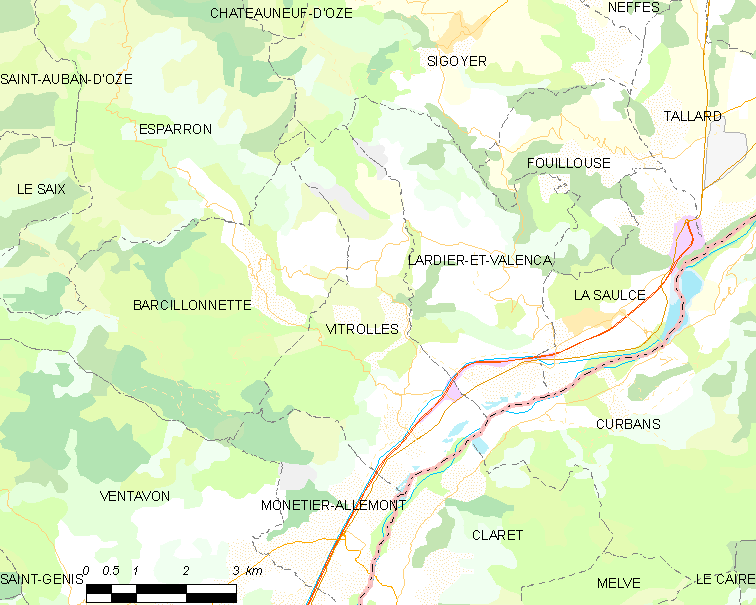
的OSM定位图

维特罗勒的时区为UTC+01:00、UTC+02:00（夏令时）。

## 行政
维特罗勒的邮政编码为05110，INSEE市镇编码为05184。

## 政治
维特罗勒所属的省级选区为塔拉尔县。

## 人口

1962-2008年间人口变化图示

维特罗勒于2022年1月1日时的人口数量为217人。